# Jennifer Stone
Jennifer Lindsay Stone (sinh ngày 12 tháng 2 năm 1993) là một nữ diễn viên Mỹ được biết đến nhiều nhất diễn xuất Harper Finkle trên xê ri Disney Channel Wizards of Waverly Place và Harriet Welsh trong phim Disney Channel Harriet the Spy: Blog Wars và thủ vai Abby Hanover trong "Mean Girls 2"

## Tiểu sử và sự nghiệp
Stone sinh ở Arlington, Texas. Cô bắt đầu hoạt động diễn xuất lúc lên sáu tuổi tại các rạp địa phương. Cô ký hợp đồng với một cơ quan ở tuổi tám.
Cô bắt đầu nổi tiếng khi thủ vai Martha trong Secondhand Lions của New Line Cinema. Cô đã nhận được một đề cử giải nghệ sĩ trẻ cho vai diễn trong Secondhand Lions cũng như đề cử cho vai phụ năm 2005 trong House, M.D. Cô diễn vai phụ trong Line of Fire và Without a Trace. Tháng 2 năm 2007, cô đóng vai chính trong Wizards of Waverly Place của Disney, trong vai Harper. Cô đã sản xuất các video YouTube với các đồng vai chính Wizards Selena Gomez và David Henrie, và tạo lập kênh YouTube riêng cho mình.
Năm 2009, cô lồng tiếng trong Dadnapped Disney Channel Original Movie. Cô cũng lồng tiếng Amanda trong Phineas and Ferb, con gái của Candace trong tương lai trong 2 tập. Năm 2010, cô thủ vai chính trong phim Harriet the Spy: Blog Wars. Năm 2011, cô diễn trong phim Mean Girls 2.

## Danh sách phim tham gia
| Năm  | Tựa                                 | Vai               | Ghi chú                                        |
| ---- | ----------------------------------- | ----------------- | ---------------------------------------------- |
| 2003 | Secondhand Lions                    | Martha            | American film debut                            |
| 2009 | Dadnapped                           | Debbie            | Voice role, Disney Channel Original Movie      |
| 2009 | Wizards of Waverly Place: The Movie | Harper Finkle     | Supporting role, Disney Channel Original Movie |
| 2010 | Harriet the Spy: Blog Wars          | Harriet M. Welsch | Lead role, Disney Channel Movie                |
| 2011 | Mean Girls 2                        | Abby Hanover      | Main role, Television film                     |
| 2012 | Deadtime Stories: Grave Secrets     | Babysitter        | Lead role; Direct-to-video film                |

| Năm       | Tên                      | Vai diễn        | Notes                                                                    |
| --------- | ------------------------ | --------------- | ------------------------------------------------------------------------ |
| 2004      | Line of Fire             | Lily O'Donnell  | "Mother and Child Reunion" (season 1: episode 8)                         |
| 2005      | House, M.D.              | Jessica Simms   | "Heavy" (season 1: episode 16)                                           |
| 2005      | Without a Trace          | Brittany        | "The Innocents" (season 4: episode 7)                                    |
| 2007–2012 | Wizards of Waverly Place | Harper Finkle   | Main role, Disney Channel Original Series                                |
| 2009      | Phineas and Ferb         | Amanda          | Voice role; "Phineas and Ferb's Quantum Boogaloo" (season 2: episode 24) |
| 2011      | Generator Rex            | Beverly Holiday | Voice role; "A Family Holiday" (season 2: episode 15)                    |
| 2012      | Pair of Kings            | Priscilla       | "Make Dirt, Not War" (season 2: episode 22)                              |

## Giải thưởng và đề cử
| Năm  | Giải ! Thể loại                 | Tác phẩm đề cử                                                                                       | Kết quả                  |       |
| ---- | ------------------------------- | --- | ------------------------ | ----- |
| 2004 | Young Artist Award              | "Best Performance in a Feature Film - Young Actress Age Ten or Younger"                              | Secondhand Lions         | Đề cử |
| 2006 | Young Artist Award              | "Best Performance in a Television Series (Comedy or Drama) - Guest Starring Young Actress"           | House, M.D.              | Đề cử |
| 2008 | Young Artist Award              | "Best Young Ensemble Performance in a TV Series" (with Selena Gomez, David Henrie và Jake T. Austin) | Wizards of Waverly Place | Đề cử |
| 2012 | Nickelodeon Kids' Choice Awards | "Favorite TV Sidekick"                                                                               | Wizards of Waverly Place | Đề cử |